# لورنزو باردینی
لورنزو باردینی (انگلیسی: Lorenzo Bardini؛ زادهٔ ۱۲ آوریل ۱۹۹۶) بازیکن فوتبال است.
از باشگاه‌هایی که در آن بازی کرده‌است می‌توان به باشگاه فوتبال فیورنتینا و باشگاه فوتبال چزنا اشاره کرد.
وی همچنین در تیم ملی فوتبال زیر ۱۶ سال ایتالیا بازی کرده‌است.